# Bubesheim
Bubesheim är en kommun och ort i Landkreis Günzburg i Regierungsbezirk Schwaben i förbundslandet Bayern i Tyskland.
Kommunen ingår i kommunalförbundet Kötz tillsammans med kommunen Kötz.